# Герцогство Сорренто
Ге́рцогство Сорре́нто — маленькое княжество в период Раннего Средневековья, имевшее столицей город Сорренто.
Первоначально Сорренто был частью византийского герцогства Неаполь, но в IX столетии вместе с Амальфи и Гаэтой смогло добиться независимости, провозгласив себя герцогством (или республикой). Однако бо́льшую часть своего существования находилось под контролем Амальфи. Известен только один независимый герцог — Сергий, живший в конце IX века.
В 1035 году Сорренто был завоёван ломбардами, подвластными Гвемару IV, даровавшему герцогство своему брату Гвидо, правившему там до 1070-х годов. После этого герцогство было захвачено выходцами из Нормандии.
В 1119 году Вильгельм II Апулийский получил новый титул — принц Салерно.